# 玛蒂娜·莫伊兹
玛蒂娜·玛丽·艾蒂安·莫伊兹（法語：Martine Marie Étienne Moïse，1974年6月5日—）是前海地第一夫人，是已故总统若弗内尔·莫伊兹的妻子。

## 海地第一夫人
从2017年2月到2021年7月7日她是海地的第一夫人，直到其在佩蒂翁维尔的家中遭人襲擊，她的丈夫、也是時任海地總統若弗内尔·莫伊兹遭暗杀身亡，她亦身受重伤並送往美國治療；瑪婷在自身情況穩定後以海地克里奧爾語（Creole）寫道其喪夫之慟永遠不會淡去，並且呼籲繼續推動亡夫追求海地的穩定而戰鬥。
2024年2月，瑪婷被指控涉嫌參與暗殺其丈夫莫伊兹而遭到起訴。